# Astragalus aintabicus
Astragalus aintabicus är en ärtväxtart som beskrevs av Pierre Edmond Boissier. Astragalus aintabicus ingår i släktet vedlar, och familjen ärtväxter. Inga underarter finns listade i Catalogue of Life.